# Glasgow City FC
A Glasgow City Football Club egy skót női labdarúgócsapat, amely a skót női első osztályban szerepel. A 2007–08-as szezontól fogva egyeduralkodóként a legsikeresebb skót női labdarúgóklub.

## Történelem
A klubot 1998-ban Laura Montgomery és Carol Anne Stewart alapította. Hazai mérkőzéseiket Petershill Park-ban játsszák, de 2014 és 2017 között az Excelsior Stadionban játszották. 2004-ben első kupa győzelmüket, majd a következő évben első bajnoki címüket abszolválták. A 2007–2008-as szezontól egészen 2021-ig egyeduralkodók a bajnokságban a sorozatban szerzett 14 bajnoki címükkel. Dominanciájuknak a Rangers WFC vetett véget a 2021–2022-es idényben. A 2014–15-ös szezonban a negyeddöntőig jutottak a Női Bajnokok Ligájában, a Paris Saint-Germain ellen maradtak alul.

## Sikerek
- Scottish Women's Premier League
  - Aranyérmes (16): 2004–05, 2007–08, 2008–09, 2009, 2010, 2011, 2012, 2013, 2014, 2015, 2016, 2017, 2018, 2019, 2020–21, 2022-23
- Skót női labdarúgókupa
  - Aranyérmes (9): 2004, 2006, 2009, 2011, 2012, 2013, 2014, 2015, 2019
- Skót női labdarúgó-ligakupa
  - Aranyérmes (6): 2008–09, 2009, 2012, 2013, 2014, 2015
- Scottish Women's Football First Division
  - Aranyérmes (1): 1998–99

## Játékoskeret
2023. január 23-i állapotnak megfelelően.

| #  |     | Poszt | Név              |
| -- | --- | ----- | ---------------- |
| 25 | SCO | K     | Erin Clachers    |
| 29 | SCO | K     | Lee Gibson       |
| 2  | SCO | V     | Chloe Warrington |
| 3  | SCO | V     | Amy Muir         |
| 5  | IRL | V     | Claire Walsh     |
| 12 | SCO | V     | Jenna Clark      |
| 18 | NZL | V     | Meikayla Moore   |
| 26 | SCO | V     | Niamh Noble      |
| 28 | USA | V     | Erin Greening    |
| 4  | SCO | KP    | Hayley Lauder    |
| 6  | SCO | KP    | Joanne Love      |
| 7  | SCO | KP    | Mairead Fulton   |
| 8  | ESP | KP    | Beatriz Prades   |
| 10 | RSA | KP    | Linda Motlhalo   |
| 16 | POL | KP    | Kinga Kozak      |

| #  |     | Poszt | Név                 |
| -- | --- | ----- | ------------------- |
| 17 | SCO | KP    | Sarah Gibb          |
| 20 | RSA | KP    | Aliyaah Allie       |
| 21 | CRC | KP    | Priscila Chinchilla |
| 22 | USA | KP    | Peyton Perea        |
| 23 | SCO | KP    | Megan Foley         |
|    | TUR | KP    | Dilan Bora          |
| 9  | MEX | CS    | Desirée Monsiváis   |
| 10 | IRL | CS    | Clare Shine         |
| 11 | IRL | CS    | Emily Whelan        |
| 14 | SCO | CS    | Lauren Davidson     |
| 15 | SCO | CS    | Abbi Grant          |
| 19 | IRL | KP    | Aoife Colvill       |
| 24 | IRL | KP    | Lisa Forrest        |
|    | SCO | CS    | Sophia Martin       |

## Az év labdarúgója
- 2021–22 - Jenna Clark
- 2020–21 - Priscila Chinchilla és Janine Van Wyk (megosztva)
- 2019 - Kirsty Howat
- 2018 - Leanne Crichton
- 2017 - Abbi Grant[11]
- 2016 - Erin Cuthbert[12]
- 2015 - Denise O'Sullivan[13]
- 2014 - Denise O'Sullivan [13]
- 2013 - Suzanne Lappin[14]
- 2012 - Jane Ross
- 2011 - Clare Gemmell [15]
- 2010 - Suzanne Lappin
- 2009 - Katharina Lindner
- 2008 - Megan Sneddon
- 2007 - Jane Ross
- 2006 - Katharina Lindner
- 2005 - Jayne Sommerville
- 2004 - Suzanne Lappin
- 2003 - Debbie McWhinnie
- 2002 - Pauline McVey
- 2001 - Laura Montgomery
- 2000 - Susan Maxwell és Laura MacDonald (megosztva)
- 1999 - Kirsten Abercrombie és Fiona Laird (megosztva)

## A vezetőedzők
- Kathleen O'Donnell: 1998–1999
- Peter Caulfield: 1999–2010
- Eddie Wolecki Black: 2011–2015
- Scott Booth: 2015–2021
- Grant Scott: 2021 (megbízott)
- Eileen Gleeson: 2021–2022
- Leanne Ross: 2022–

## Külső hivatkozások
- Glasgow City hivatalos honlapján
- Glasgow City a SWPL honlapján Archiválva 2018. november 8-i dátummal a Wayback Machine-ben
- Glasgow City aZ UEFA honlapján